# Tractat d'Elx
El tractat d'Elx (1305) significà la definició exacta de les fronteres entre la corona de Castella i la corona d'Aragó després de la sentència arbitral de Torrellas per la qual finalitzava la guerra entre ambdós regnes.
Se signà el 19 de maig entre el representant catalanoaragonès Gonçal Garcia (conseller reial) i el representant castellà Diego Carcía de Toledo (canceller). L'acord incloïa, a més de les terres actualment valencianes, les viles de Jumella, Favanella i Cabdet. Tot i que el tractat no parla del Camp de Cartagena, de població majoritària catalana i sota domini catalanoaragonès, el rei Jaume II el va cedir dies després a Ferran IV, rei de Castella. Jumella i Favanella tornaren a sobirania castellana entre 1356 i 1365, mentre que Cabdet fou annexionat a Castella per Felip V al segle xviii.

## Antecedents
Per donar solució als inconvenients derivats del repartiment del territori murcià, acordat en la sentència arbitral de Torrellas, i a altres qüestions menors, es va acordar l'entrevista de Ferran IV i Jaume II al Monestir de Santa María de Huerta, prop de Sòria. Aquesta entrevista va tenir lloc el dia 26 de febrer de 1305, i a ella van assistir els reis de Castella i Aragó, l'infant Juan de Castella "el de Tarifa", Joan II Nunyez de Lara, Don Juan Manuel, Violante Manuel i el seu espòs l'infant Alfons de Portugal, l'arquebisbe de Toledo, i els bisbes de Sigüenza i Porto, entre d'altres. A canvi de la cessió dels senyorius d'Elda i Novelda, que passarien a ser del regne d'Aragó, Violante Manuel (germana de Don Juan Manuel) va rebre els senyorius d'Arroyo de la Luz i de Medellín de mans de Ferran IV de Castella, qui va cedir al mateix temps a Don Joan Manuel el senyoriu i el castell d'Alarcón com a compensació per la seua renúncia a la possessió de Elx. Don Joan Manuel va prendre possessió de la vila d'Alarcón el 25 de març de 1305.
Per la seua banda, Jaume II d'Aragó, malgrat la insistència de Ferran IV, es va negar a lliurar la senyoria d'Albarrasí a Joan II Nunyez de Lara, senyor de Lara, qui va culpar d'això a l'escassa influència exercida pel seu aliat fins llavors, l'infant Juan de Castella "el de Tarifa", de qui va començar a distanciar-se. D'altra banda, Ferran IV i Jaume II van atorgar poders a Diego García de Toledo, canceller del segell de la Puresa, i a Gonzalo García, conseller del monarca aragonés, respectivament, a fi que tots dos personatges conclogueren els termes del repartiment del regne de Múrcia entre tots dos regnes, segons allò disposat a la sentència arbitral de Torrellas.

## Tractat d'Elx
Els delegats de tots dos monarques van arribar a un acord que va ser plasmat al tractat d'Elx, subscrit el dia 19 de maig de 1305, i en el qual es va fixar de manera definitiva la frontera del regne de Múrcia, que havia sigut dividit entre Castella i Aragó. La línia divisòria entre els dos regnes es va establir entre Pechín i Almansa, pertanyents a Ferran IV, i Cabdet, que corresponia a Aragó. La línia divisòria establida entre els dos regnes en el territori de Múrcia seguiria el curs del Segura des de Cieza, corresponent-li a Castella la possessió de Múrcia, Molina de Segura i Blanca, així com la ciutat de Cartagena, a la qual Jaume II va renunciar per estar situada massa al sud del Segura, i que va passar a pertànyer definitivament a la corona de Castella. No obstant això, la cessió de la ciutat de Cartagena a Castella va ser realitzada a condició que Ferran IV respectara la propietat de Don Joan Manuel sobre el senyoriu d'Alarcón, a la qual cosa el monarca castellà no es va oposar. Al mateix temps, en el tractat d'Elx es va disposar que el municipi de Iecla continuaria en poder de Don Joan Manuel, i que la seua jurisdicció correspondria a Castella.
La partició del regne de Múrcia, en la qual no es van tenir en compte els vincles històrics de la regió, va significar que la part nord correspondria al rei d'Aragó, que va procurar assimilar-la immediatament amb la resta dels seus dominis, al mateix temps que la part sud del regne, incloent Cartagena i la pròpia ciutat de Múrcia, passaven a mans castellanes definitivament.